# Marino Keulen
Marino Ghislainus Keulen (Tongeren, 24 oktober 1963) is een Belgisch politicus voor Open Vld.

## Biografie
Als zoon van een bouwondernemer met liberale sympathieën zette Marino Keulen, die in 1986 afstudeerde als gegradueerde in de handelswetenschappen aan het Provinciaal Hoger Handelsinstituut in Hasselt, zijn eerste stappen in de politiek in 1987 als woordvoerder van Vlaams minister Patrick Dewael uit het nabijgelegen Tongeren, wat hij bleef tot in 1992. Daarna was hij van 1992 tot 1995 adjunct-woordvoerder van VLD-voorzitter Guy Verhofstadt.
In oktober 1988 werd hij voor het eerst verkozen tot gemeenteraadslid van Lanaken. Van 1995 tot 2000 was hij er schepen van Cultuur, Jeugd, Bibliotheek en Industrie. Vervolgens werd hij van 2007 tot 2014 voorzitter van de gemeenteraad van Lanaken en van oktober tot december 2011 was hij opnieuw schepen, bevoegd voor Cultuur, Bibliotheekwezen, Erfgoed en Toerisme. Op 15 december 2011 legde Keulen de eed af als burgemeester van Lanaken, een functie die hij nog steeds uitoefent. Ook was hij van 1994 tot 1995 provincieraadslid van Limburg.
Bij de eerste rechtstreekse verkiezingen voor het Vlaams Parlement van 21 mei 1995 werd hij verkozen in de kieskring Hasselt-Tongeren-Maaseik. Ook na de volgende Vlaamse verkiezingen van 13 juni 1999 bleef hij Vlaams volksvertegenwoordiger tot juni 2003. Hij zetelde van 1995 tot 1999 in de commissie Cultuur en Sport en van 1995 tot 1996 in de commissie Werkgelegenheid en Economische Aangelegenheden en was van 1999 tot 2003 secretaris van de commissie Cultuur, Media en Sport en ondervoorzitter van de VLD-fractie. Na de herschikking van de Vlaamse regering in juni 2003 nam hij de ministersfakkel over van Guy Vanhengel met de bevoegdheden Wonen, Media en Sport, waarmee hij meermaals aandacht trok van de media en de publieke opinie.
Na de Vlaamse verkiezingen van juni 2004 mocht hij in tegenstelling tot zijn VLD-collega Patricia Ceysens zijn aanwezigheid in de Vlaamse regering verlengen. Binnenlandse Zaken, Wonen en Inburgering behoorden toen tot zijn portefeuille. Op 24 november 2008 ondertekende de minister het besluit waarmee hij de voordracht van de omstreden kandidaat-burgemeesters van de faciliteitengemeenten Kraainem, Linkebeek en Wezembeek-Oppem afwees. Daardoor weigerde Keulen hen voor de tweede keer te benoemen tot burgemeester als gevolg van inbreuken op de taalwetgeving.
Bij de regeringsvorming na de Vlaamse verkiezingen van 7 juni 2009 werd Open Vld uit de meerderheid geweerd. Vanaf dan zetelde Keulen opnieuw als Vlaams Parlementslid, waarbij hij tot aan het einde van zijn loopbaan als parlementslid in 2024 lid werd van de commissie Mobiliteit en Openbare Werken. Van juli 2009 tot mei 2014 maakte hij als secretaris deel uit van het Bureau (dagelijks bestuur) van het Vlaams Parlement. Na de Vlaamse verkiezingen van 25 mei 2014 was hij van september tot oktober 2014 voorzitter van de commissie Bestuurszaken, Binnenlands Bestuur, Inburgering en Stedenbeleid en werd hij midden oktober 2014 benoemd tot derde ondervoorzitter van het Vlaams Parlement, hetgeen hij bleef tot in mei 2019. Op 2 december 2015 werd hij in de plenaire vergadering van het Vlaams Parlement gehuldigd voor zijn 20 jaar parlementair/ministerieel mandaat. Bij de Vlaamse verkiezingen van 26 mei 2019 werd hij opnieuw verkozen in het Vlaams Parlement. Bij de Vlaamse verkiezingen van 2024 was hij tweede op de Open Vld-lijst, maar hij raakte niet meer verkozen. Op 4 november werd hij ere-ondervoorzitter van het Vlaams Parlement.
Bij de lokale verkiezingen van oktober 2024 werd hij verkozen voor de Limburgse provincieraad, waarin Keulen ook effectief ging zetelen. Hij werd er op 2 december 2024 ondervoorzitter.

## Ereteken
- 2019: Grootofficier in de Leopoldsorde[8]

## Trivia
- In 2005 werd Marino Keulen in een Durex-enquête verkozen tot meest sexy Vlaams politicus.